# オコンネル効果
オコンネル効果 (英: O'Connell effect) とは、近接連星からなる食変光星の一部に見られる光度曲線の非対称性のこと。1951年にオーストラリアの天文学者ダニエル・ジョセフ・ケリー・オコンネル (Daniel Joseph Kelly O'Connell) が、それまでの定説を覆す研究結果を発表したことから、彼の名前を取って呼ばれるようになった。主に恒星表面の巨大な黒点の影響によるものとされているが、その他の物理現象に原因を求める研究者もおり、複数の物理現象の影響による可能性もある。

## 現象

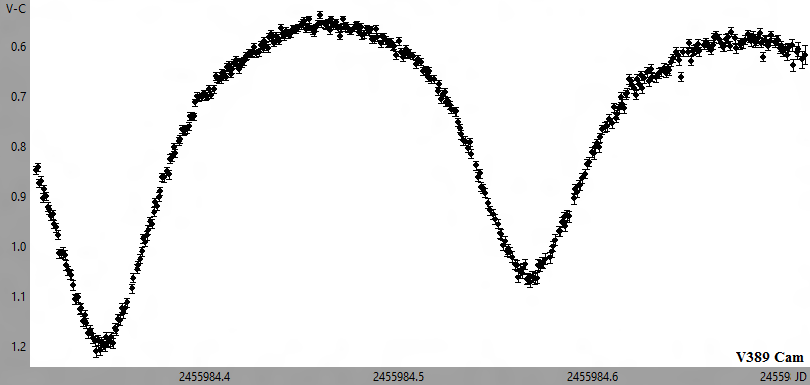
おおぐま座W型変光星に分類される食連星きりん座V389星の光度曲線。第1極大（左側の山）と第2極大（右側の山）に見られる極大光度の差がオコンネル効果である。

オコンネル効果は、食変光星の中でも2つの星の間に何らかの相互作用が生じるほど接近した連星系である「近接連星系」に起こる現象である。ケフェウス座VW星、みなみじゅうじ座W星、とかげ座RT星、おおいぬ座CX星、みなみじゅうじ座TU星、いっかくじゅう座AQ星、ほ座DQ星、はくちょう座CG星などのおおぐま座W型変光星でオコンネル効果が確認されている。
一般に、食変光星の光度曲線では主極小後の極大（第1極大）と副極小後の極大（第2極大）との間に光度の差は見られない。しかし、いくつかの連星では、極大光度が食前と食後で異なる。これは、食連星は半周期ごとに地球から見える部分が入れ替わっても、観測される光度は同じであるはずだという予想に反している。主極小の後に続く極大は、ほとんどの場合、直前の極大より明るくなる。これは正のオコンネル効果と呼ばれ、逆の場合は負のオコンネル効果と呼ばれる。この2つの極大間の光度差は、星の偏平率や大きさ、密度の影響を受ける。また、2つの極大期のスペクトルに差異があることも観測されている。

## 研究史
1906年、アレクサンダー・ウィリアム・ロバーツは、食連星の一部に主極小の前後の極大光度に差が見られる原因について、「潮汐効果と、偏心軌道を回る連星系において近星点 (periastron) 近辺で相互放射が増加するため」とする仮説を提唱した。以降、ロバーツの仮説に基づいて、この効果は periastron effect と呼ばれた。1916年、プリンストン大学のレイモンド・スミス・ドゥーガンは、食連星のへびつかい座RV星の光度曲線において、近星点を通過していないにもかかわらず極大光度に差が見られたとする研究結果を報告した。この periastron effect と相反する現象に対してドゥーガンは「明るい星の進行方向側が反対側より明るくなるため」とする仮説を提唱した。1951年、オーストラリア・ニューサウスウェールズ州にあるリバービュー大学の天文学者オコンネルは、87個の連星系を詳細に研究し、この現象が近星点付近で現れるとは限らないことを示した。このオコンネルの報告が研究者間でも受け入れられ、それまで有力視された仮説であった periastron effect と区別するため、1968年頃から O'Connell effect と呼ばれるようになった。
1958年にモスクワで開催された国際天文学連合総会で、この現象が見られるとされた連星系ケフェウス座VW星の国際観測キャンペーンを実施することが決まり、翌年1959年9月から11月にケフェウス座VW星の測光観測と分光観測が実施された。この天体は「過剰接触連星系 (over-contact binary, OCB)」と呼ばれる、2つの回転楕円体が繋がったひょうたんのような形をした連星系であるとされ、後期型のおおぐま座W型変光星に分類される。この国際共同観測を主導したオランダ ライデン天文台のクエー (Kiem Keng Kwee) は、オコンネル効果を引き起こす原因として、密度分布にムラがあるリングが接触連星系を取り巻いているためであるとする仮説を提唱した。これに対してペンシルベニア大学のレーンデルト・ビネンダイク (Leendert Binnendijk) は「接触連星系の表面に巨大な恒星黒点が存在すればオコンネル効果を説明できる」とする仮説を1970年に提唱した。
1970年代以降、黒点の効果も含めたコンピュータによるシミュレーションが盛んに行われ、巨大黒点が接触連星系の表面に存在すると仮定することでオコンネル効果で生じる光度曲線の変動を上手く説明できることが示されていることから、黒点説が最有力視されている。2000年には、上述のケフェウス座VW星で主星の表面の66％、伴星の表面の55％を覆う巨大な黒点の存在を示唆する研究結果が発表されている。